# Bioumoul
Bioumoul est un village de la commune de Massock-Songloulou; située dans le département de la Sanaga-Maritime et la région du Littoral au Cameroun. Il est situé sur la route qui lie Ngambe à Edéa, à 14 km de Yoï.

## Population
En 1967, Bioumoul comptait 59 habitants, principalement Bassa.
Lors du recensement de 2005, 125 personnes y ont été dénombrées.